# Монитор (класс корабля)

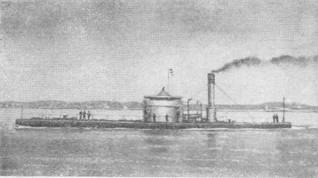
Башенная броненосная лодка «Громоносец», Россия, 1863—1914.

Монито́р (англ. monitor «наблюдатель, контролёр») — класс низкобортных броненосных кораблей с мощным артиллерийским вооружением, преимущественно прибрежного или речного действия, для подавления береговых батарей и разрушения береговых объектов противника.

## Описание проекта
Характерными особенностями первых башенных мониторов, построенных в США в 1860-е годы, являлись: малая осадка, очень низкий надводный борт (всего 60−90 сантиметров), размещение немногочисленных тяжёлых орудий во вращающихся башнях с почти круговым обстрелом, мощное бронирование всей надводной части (бортов, палубы, башен). По мнению официального историографа американского флота Ч. Бойнтона новый проект являл собой полную противоположность всем прежним типам военных кораблей (прежде всего из-за особенностей движения «прорезающий или ныряющий в волнах»), нивелировал разницу между 100-пушечным кораблем и двух-пушечной вращающейся батареей и обозначал новую эру в истории государств. В мониторах толстая броня и крупнокалиберная артиллерия сочеталась с плохой мореходностью, малой плавучестью и низкой дальностью действия, поэтому мониторы были очень хороши в бою и очень плохи в самом плавании. Большая часть мониторов находилась ниже уровня воды и вентилировалась через башню, поэтому газеты тех лет сравнивали мониторы со слонами, переходящими вброд реку под водой и получающими воздух из атмосферы через хобот. Причина популярности мониторов в США заключалась в отсутствии необходимости для американцев того времени в дальних морских походах и польза применения мониторов в условиях гражданской войны в мелководных прибрежных районах. Однако европейские инженеры подвергли резкой критике проекты американских мониторов из-за плохой мореходности и указали на необходимость возвышения над поверхностью воды для плавания в открытом море, а также хорошего освещения и вентиляции, поэтому в Европе стали строить высокобортные броненосцы. От идеи мониторов более поздние проекты броненосцев унаследовали стягивание всей артиллерии в несколько мощных огневых точек с прикрытием бронёй повышенной толщины вместо расположения пушек вдоль всего борта, а также идею сплошного бронирования корпуса выше ватерлинии.

## Появление мониторов
Гражданская война в США ознаменовалась первым практическим боевым применением бронированных кораблей, имевшихся как у Севера, так и у Юга.

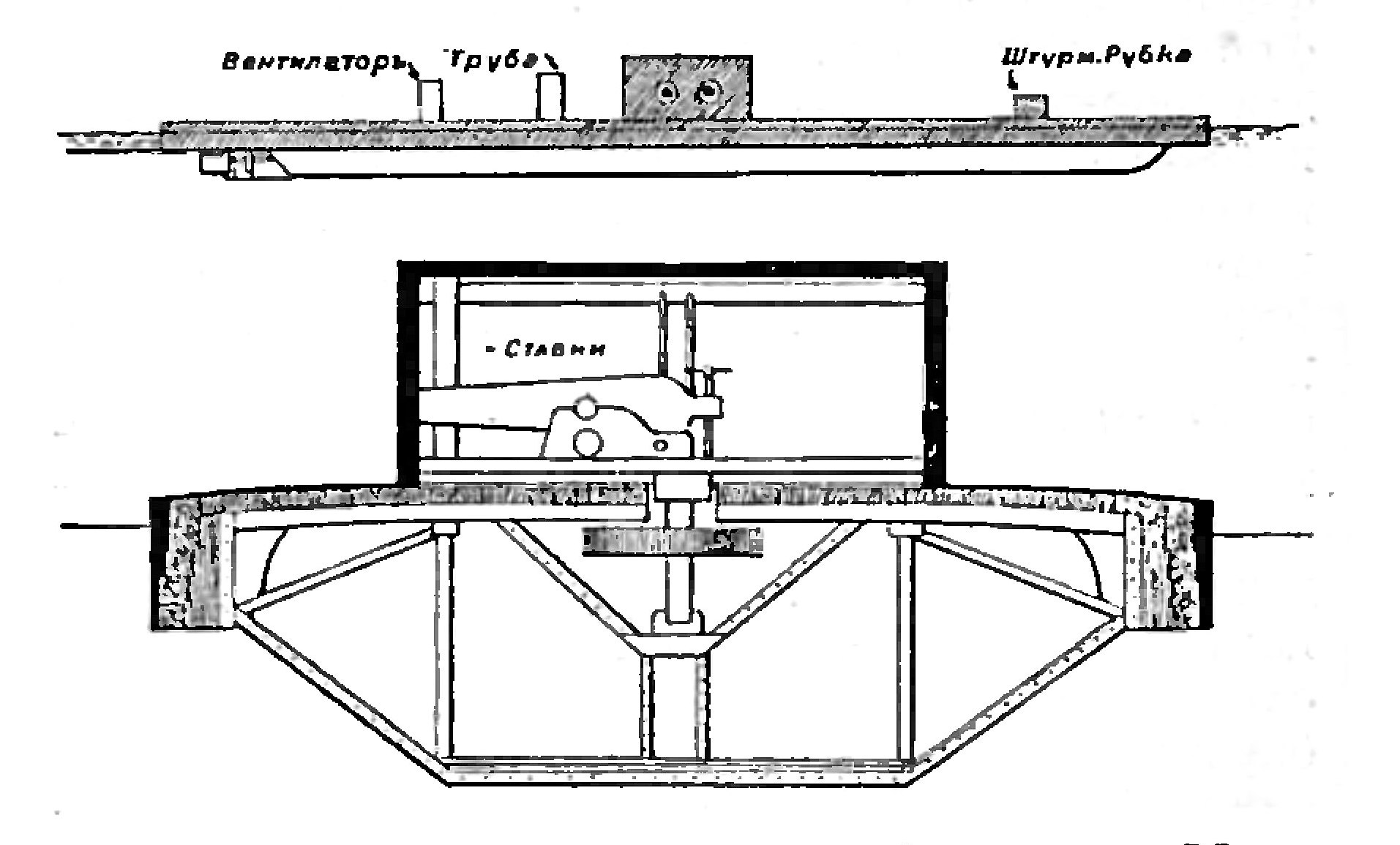
Схема бронирования монитора

Броненосцы конфедератов представляли собой низкобортные бронированные корабли с установленным сверху казематом с наклонными стенками для артиллерийской батареи. Первым таким кораблём стал переоборудованный в 1862 году паровой фрегат «Мерримак» (3500 т), повреждённый пожаром, — во флоте южан он получил название «Виргиния», хотя в исторической литературе его нередко именуют прежним названием. За ним последовала целая серия из близких по типу кораблей.
В ответ на начало работ по переоборудованию фрегата северяне начали строить собственные броненосцы. По проекту изобретателя Джона Эриксона был построен «Монитор» (897 т), спущенный на воду 30 января 1862 года и давший название этому классу кораблей. Вместо батарейного каземата на плоскую бронированную палубу была установлена башня с двумя тяжёлыми пушками. Башенная установка системы Эриксона представляла собой круглую железную платформу диаметром около 6 м с броневыми боковыми стенками высотой около 2,7 м с закрывающимися амбразурами для орудий, которая лежала на палубе. Для поворота башня поднималась на штоке, установленном в её центре, и вращалась при помощи небольшой паровой машины. Вооружение — две гладкоствольные 279-мм пушки.

## Эволюция класса
После успеха «Монитора» Соединенные Штаты Америки приступают к массовому строительству кораблей этого класса как однобашенных («Пассаик», 1862, 1875 т; «Типпеканоэ», 1863, 2100 т), так и с двумя башнями («Онондага», 1864, 1250 т).

Попытки создать океанские мониторы («Диктатор», 1864, 4500 т; «Монаднок», 1864, 3400 т) успехом не увенчались в силу их низкобортности, хотя это не помешало океанскому монитору «Миантономо» пересечь Атлантический океан и побывать с визитом в ряде европейских столиц. Тем не менее низкий борт остался фамильной чертой всех последующих американских броненосцев, даже формально мореходных. Некоторых из них, включая сам «Монитор», эта особенность конструкции привела к быстрой гибели в небоевых условиях.

Мониторы являются рекордсменами по калибру артиллерии. Это было связано с воззрениями тех лет, в соответствии с которыми для борьбы с броненосными кораблями предлагалось не пробивать броню, а срывать её с креплений, нанося по ней тяжелыми ядрами сокрушительные удары, которые могли бы деформировать корпус. Орудия, которые могли бы это сделать, отличались от дульнозарядных орудий предшествующей эпохи главным образом размерами. Второй океанский монитор Эриксона «Пуритан» (4912 т, длина 104 м, броня 381 мм) — имел два 508-мм орудия (20 дюймов) — эти цифры больше никогда не были превышены.
Исходя из опыта применения мониторов американцами свои флоты такими кораблями укомплектовали Великобритания (например мониторы типа «Циклоп», 1872), Россия (броненосные лодки, например мониторы «Ураган», 1862) и Швеция (строили сами), а также Норвегия, Дания и Перу (заказывали).
Мониторы стали родоначальниками броненосцев береговой обороны.

### Мониторы ВМФ США
Американский флот, впервые воплотивший идею монитора, построил значительное количество кораблей этого класса. На основании опыта действий во время Гражданской Войны 1861—1865 годов американские адмиралы длительное время считали мониторы лучшими военными кораблями; дополнительным фактором было то, что преобладавшие в то время изоляционистские воззрения предполагали основной задачей броненосных кораблей береговую оборону.
- USS Monitor — единичный корабль, родоначальник класса.
- Тип «Пассаик» — первые серийные мониторы, 10 единиц
- Тип «Каноникус» — улучшенная версия типа «Пассаик», 9 единиц
- USS Onondaga — единичный корабль, первый двухбашенный монитор
- USS Roanoke — единичный корабль, трёхбашенный монитор, перестроенный из деревянного винтового фрегата
- Тип «Миантономо» — серийные двухбашенные мониторы
- Тип «Амфитрит» — «капитально модернизированные» (де-факто построенные заново) в 1877—1896 мониторы типа «Миантономо».

## Мониторы в бою
Первый бой броненосцев, а именно «Монитора» и казематной «Вирджинии» (в отечественной литературе закрепилось первоначальное название — «Мерримак») произошёл 9 марта 1862 года на Хемптонском рейде в ходе Гражданской войны в США. Этот бой продолжался более трёх часов и закончился «вничью», ибо разрывные бомбы, которыми стреляли пушки «Вирджинии», представляли значительную опасность лишь для деревянных судов и практически не причиняли вреда бронированным кораблям, а ядра «Монитора» вылетали со сниженной начальной скоростью из-за уменьшенных пороховых зарядов, предусмотренных из опасения разрыва установленных на нём новейших орудий Дальгрена. Если бы корабли были подготовлены к бою друг с другом, вероятно, что результаты поединка были бы иными.
Де факто патовый результат боя не помешал северянам объявить о своей победе, что серьёзно повлияло на оценку данного класса кораблей; вскоре на воду был спущен крупный флот мониторов, бывших в большей или меньшей степени увеличенными копиями своего родоначальника. Среди них были как корабли для рек и прибрежных районов, так и мореходные, и даже океанские, многие эксперты склонялись ко мнению, что мониторы в ближайшем будущем вытеснят все остальные типы боевых кораблей.
Между тем, в открытом море мониторы оказались очень уязвимы: сам первый «Монитор» утонул во время шторма у мыса Гаттерас, другой — на стоянке в порту от захлестнувшей его палубу с открытыми люками волны. Естественно, уже при незначительном волнении ни о каком ведении монитором боя речи тем более не шло. Кроме того, мониторы почти не имели запаса плавучести и шли на дно от малейшей пробоины в подводной части, то есть, не обладали живучестью — способностью оставаться на поверхности воды и продолжать бой при получении повреждений. Разработка же тяжёлых орудий, способных эти повреждения им нанести несмотря на броню, была лишь делом времени, не говоря уже о минах и вскоре появившихся торпедах.
Будучи, благодаря сочетанию мощной брони и практически кругового обстрела из орудий главного калибра, превосходными кораблями для боя, мониторы оказались ужасны с точки зрения службы мирного времени: условия нахождения экипажа на их борту были близки к нестерпимым. Так, температура в машинном отделении, заключённом внутри почти полностью находящегося под водой железного корпуса, достигала 62°С, при этом вентиляционные люки на палубе приходилось держать закрытыми уже при небольшом волнении, так как волны перехлёстывали через низкий борт. Остальной экипаж также размещался ниже ватерлинии, в условиях недостаточной вентиляции, тесноты и темноты.
Для мореходного броненосца оказалось необходимо иметь высокий борт, пусть даже и не полностью защищённый бронёй, а также обширные небронированные корпусные и палубные надстройки для размещения экипажа и других целей. В результате эволюция броненосных кораблей пошла по другому пути — вместо целиком закованных в броню «неуязвимых» мониторов стали строить корабли, имеющие сравнительно узкий пояс по ватерлинии и большой запас плавучести, за счёт чего они не тонули даже при принятии на борт большого количества воды через пробоины от снарядов или торпед.
В то же время, мониторы оказались удачным типом корабля для действий на реках и в прибрежных водах. Их строительство продолжалось до Второй мировой войны. Из крупных морских мониторов можно отметить английские «Эребус» (1916, 8000 т, 2×381 мм) и «Робертс» (1941, 9100 т, 2×381 мм), а также советский «Хасан» (1942, 1900 т, 6×130 мм). Также в какой-то мере их развитием стал самостоятельный тип корабля — броненосец береговой обороны.